# Riad Jelassi
Riad Jelassi – tunezyjski zapaśnik walczący w stylu wolnym. Zajął siódme miejsce na igrzyskach afrykańskich w 2007. Zdobył sześć medali mistrzostw Afryki w latach 2005 - 2011. Ósmy na igrzyskach panarabskich w 2011. Brązowy medalista mistrzostw arabskich w 2010 roku.